# T. S. Eliot
T. S. Eliot   (Saint Louis, 26 de setembre de 1888 - Kensington, 4 de gener de 1965), nom de ploma de Thomas Stearns Eliot OM, fou un poeta, escriptor, dramaturg, assagista, editor, crític literari, editor i professor universitari britànic d'origen estatunidenc guardonat amb el Premi Nobel de Literatura l'any 1948.
Va néixer a Saint Louis, Missouri, d'una família destacada de Boston considerada una de les brahmin families (famílies influents de classe alta). El 1914, a 25 anys, es va traslladar a Anglaterra, on es va establir, es va posar a treballar i es va casar. Es va convertir en ciutadà britànic el 1927, a 39 anys, i posteriorment va renunciar a la ciutadania estatunidenca.
Eliot va cridar l'atenció per primera vegada pel poema "The Love Song of J. Alfred Prufrock” (La cançó d'amor de J. Alfred Prufrock), del 1915, que va ser rebut com una obra mestra modernista. El van seguir uns quants poemes que han acabat sent dels més coneguts en llengua anglesa, com ara "The Waste Land" (1922), "The Hollow Men" (1925), "Ash Wednesday" (1930) i "Four Quartets" (1943). També va ser conegut per les seves set obres teatrals, especialment "Murder in the Cathedral" (1935) i "The Cocktail Party" (1949). Va rebre el Premi Nobel de Literatura el 1948 "per la seva destacada contribució pionera a la poesia actual".
En les seves obres destaquen la cura formal i les referències culturalistes. Enquadrat dins el New Criticism, pensava que l'art no havia de ser l'expressió d'experiències personals, sinó el treball sobre símbols universals.

## Biografia
Va néixer el 1888 a Saint Louis, ciutat situada a l'estat nord-americà de Missouri. Els Eliots eren una brahmin family de Boston amb arrels a Anglaterra i Nova Anglaterra. L'avi patern d'Eliot, William Greenleaf Eliot, s'havia traslladat a Saint Louis per establir-hi una església cristiana unitària. El seu pare, Henry Ware Eliot (1843-1919), va ser un home de negocis d'èxit, president i tresorer de la Hydraulic-Press Brick Company de Saint Louis. La seva mare, Charlotte Champe Stearns (1843-1929), que va escriure poesia, era treballadora social, una professió nova als Estats Units a principis del segle xx. Eliot va ser l'últim dels sis fills supervivents de la parella. Conegut per la família i els amics com a Tom, portava el mateix nom que el seu avi matern, Thomas Stearns.
L'enamorament infantil d'Eliot amb la literatura es pot atribuir a uns quants factors. En primer lloc, de petit va haver de superar les seves limitacions físiques. Una doble hèrnia inguinal congènita no li permetia participar en gaires activitats físiques, cosa que li va dificultar socialitzar amb els seus companys. Com que sovint es trobava sol, un cop va aprendre a llegir es va obsessionar immediatament amb els llibres, sobretot les històries de la vida salvatge, del salvatge Oest o del buscador d'emocions de Mark Twain, Tom Sawyer. En les seves memòries sobre Eliot, el seu amic Robert Sencourt comenta que el jove Tom "sovint s'arraulia a l'ampit de la finestra darrere d'un enorme llibre, oposant la droga dels somnis al dolor de viure". En segon lloc, Eliot va acreditar la seva ciutat natal amb la seva visió literària: "És evident que Saint Louis em va afectar més profundament que cap altre entorn. Sento que hi ha alguna cosa en el fet d'haver passat la infantesa al costat del gran riu, i això és incomunicable per a les persones que no ho han tingut. Em considero afortunat d'haver nascut aquí i no pas a Boston, Nova York o Londres."
Del 1898 al 1905, Eliot va anar a la Smith Academy, la divisió preparatòria de la secció de nois de la Universitat Washington a Saint Louis, on els estudis incloïen llatí, grec antic, francès i alemany. Va començar a escriure poesia quan tenia catorze anys sota la influència de la traducció de Rubaiyat of Omar Khayyam, d'Edward Fitzgerald. Va dir que els resultats eren tètrics i desesperants, i va destruir els poemes. El primer que va publicar, "A Fable For Feasters", el va escriure com a exercici escolar i va aparèixer a l'Smith Academy Record el febrer del 1905. L'abril del 1905 es va publicar el seu poema manuscrit més antic que es conserva, una peça lírica sense títol, posteriorment revisada i reeditada com a "Cançó" a The Harvard Advocate, la revista estudiantil de la Universitat Harvard. El mateix any va publicar tres contes, "Birds of Prey" (Ocells rapinyaires), "A Tale of a Whale" (Conte d'una balena) i "The Man Who Was King" (L'home que va ser rei). Aquestaúltima història reflecteix significativament la seva exploració del poble d'Igorot mentre visitava l'Exposició Universal de Saint Louis del 1904. Aquesta relació amb els pobles indígenes, abans dels seus estudis antropològics a Harvard, és important.
Va estudiar grec, literatura anglesa i art a la Universitat Harvard, on es va graduar el 1909. Entre el 1910 i el 1911 va ampliar estudis a La Sorbona de París. El 1911 va iniciar el seu doctorat en filosofia mitjançant l'estudi de Francis Herbert Bradley, el budisme i filologia indoària, però no li fou atorgat aquest títol, ja que no presentà personalment la seva tesi doctoral davant el jurat de Harvard el 1916. Aquest mateix any va conèixer Bertrand Russell, que havia acudit com a professor visitant a aquesta universitat i que el va considerar el seu millor alumne. Després d'una breu estada a Marburg an der Lahn (Alemanya) gràcies a una beca el 1914, s'instal·la a Anglaterra, on coneix Ezra Pound, Virginia Woolf i James Joyce.
Alterna l'escriptura amb diverses feines, des de professor d'institut fins a banquer. Es converteix de l'unitarisme a l'anglicanisme, que impregna tota la producció literària des d'aquest moment, amb constants cites bíbliques. Es va identificar específicament com a anglocatòlic i es va proclamar "classicista en literatura, reialista en política i anglocatòlic [sic] en religió". Uns trenta anys més tard, Eliot va comentar sobre les seves opinions religioses que combinava "una mentalitat catòlica, una herència calvinista i un temperament purità". També tenia interessos espirituals més amplis i va afirmar: "Veig el camí del progrés per a l'home modern en la seva ocupació amb ell mateix, amb el seu ésser interior", citant Goethe i Rudolf Steiner com a exemples d'aquesta direcció. Un dels biògrafs d'Eliot, Peter Ackroyd, va dir: "Els propòsits de [la conversió d'Eliot] eren dobles. Un: l'Església d'Anglaterra va oferir a Eliot una mica d'esperança per a ell, i crec que Eliot necessitava algun lloc de descans. Però, en segon lloc, Eliot s'afegia a la comunitat anglesa i a la cultura anglesa."
El 1927 va aconseguir la nacionalitat britànica i el 1948 va ser nomenat membre de l'Orde del Mèrit per part del rei Jordi VI del Regne Unit. Va morir el 1965 a Londres després d'una última etapa de la seva vida en què va patir trastorns nerviosos.
El 1983 va rebre pòstumament dos Premis Tony de teatre per l'obra teatral Cats, l'adaptació que Andrew Lloyd Webber va fer del seu llibre Old Possum's Book of Practical Cats (El llibre dels gats hàbils, 1939), un pel llibret musical i l'altre per la música i la lletra de l'obra, basada completament en el llibre de T. S. Eliot. Anteriorment, l'any 1950, la seva obra The Cocktail Party ja havia estat guardonada amb el Tony a la millor obra dramàtica.

## Obres destacades
La primera obra a destacar és The Love Song of J. Alfred Prufrock (La cançó d'amor de J. Alfred Prufock), apareguda l'any 1915, en què explica en forma de monòleg poètic la visió que té el protagonista de la seva vida. L'estructura està fortament influenciada per La divina comèdia i les tècniques del fluir de la consciència del surrealisme. El poema és l'intent d'un home de mitjana edat amb males experiències amoroses anteriors de formular una pregunta complicada que mai s'escriu directament. El pessimisme existencial gira al voltant de les dones i el deteriorament físic que produeix el pas del temps.
Una altra obra a destacar és The Waste Land (1922), un poema estructurat en cinc seccions, les quatre primeres dedicades als elements naturals. Descriu les diferents cares de la mort amb el símbol del paisatge i encarna la decepció anglosaxona després de la Primera Guerra Mundial. El seu estil es pot enquadrar dins l'avantguardisme i està acompanyat de notes de l'autor per a la seva comprensió, difícil per les nombroses al·lusions i els canvis de narrador.
T. S. Eliot considerava que la seva obra mestra eren els Four Quartets (Quatre quartets, 1943), també al voltant dels quatre elements: aire, terra, aigua i foc. Resumeix la seva visió filosòfica, fortament influenciada pel cristianisme (va ser un dels traductors oficials de la Bíblia a l'anglès).
Pel que fa al teatre, la seva obra de més èxit és Murder in the Cathedral (Mort a la catedral, 1935), en què explica la mort de Thomas Becket i les seves temptacions anteriors (en clar paral·lel amb Crist). Critica els governs autoritaris que permeten el crim i l'actuació irracional, en el context històric del feixisme i el nazisme.
L'any 1948 fou guardonat amb el Premi Nobel de Literatura «per la seva contribució excepcional, pionera en la poesia actual».

## Modernismei religiositat

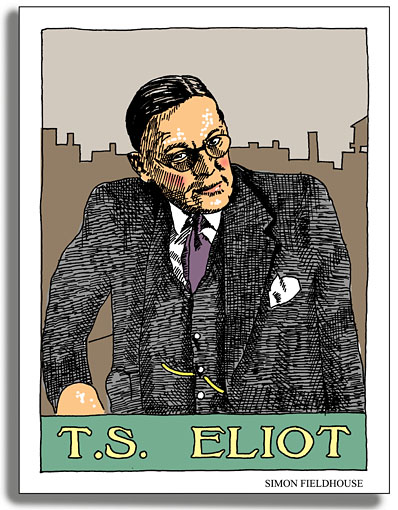
T. S. Eliot

La poesia d'Eliot presenta tres vessants fonamentals, facetes en aparença contradictòries entre si, però que va saber harmonitzar sàviament; la primera, una vena humorística sui generis. L'autor era molt aficionat a la sàtira i la ironia, visibles en obres com Prufrock and Other Observations (Prufrock i altres observacions, 1917) o Old Possum's Book of Practical Cats (El llibre dels gats hàbils, 1939). La segona, l'arrabassat avantguardisme o experimentalisme literari, ja que fou el gran representant del modernisme anglès. La tercera és, sens dubte, meditativa i religiosa. El to transcendental i penitencial adquireix una enorme presència al llarg de tota la seva obra, i de la trobada d'elements tan dispars (el sagrat i el profà o la fe i el nihilisme) emanarà la que és per alguns la poesia més gran del segle xx.
La seva conversió a l'anglicanisme explica la importància del sentiment religiós en la seva vida, que de manera espontània traslladaria a la seva poesia. Aquest transvasament es plasma, d'entrada, amb la incorporació d'innombrables cites de la Bíblia, d'obres de sants, de Dant, així com de textos sagrats orientals. Són freqüents, així mateix, les referències a episodis o llocs amb forta significació religiosa. En un temps convuls, cínic i descregut com el que li va tocar viure, marcat, a més, per dues guerres mundials, no es va abstenir de treure a la llum directament un ram de poemes "religiosos", gairebé a imitació del mester de clerecia medieval: The Journey of the Magi (Viatge dels Mags, 1927), Ash Wednesday (Dimecres de Cendra, 1930, dedicat a la Mare de Déu), els cors de The Rock (La pedra, 1934, a favor de la construcció de nous temples religiosos), etc. De manera similar a Miguel de Unamuno, Eliot revela un tarannà místic almenys vacil·lant, en el qual la fe s'ha vist considerablement temperada o refredada, si no substituïda, per la desenganyada meditació racional, sempre a vegades amb un tema metafísic de fons: en el cas d'Eliot, l'incomprensible esdevenir del temps.
A l'inici d'un dels poemes purament "religiosos" d'Ash Wednesday s'observa: 
Perquè no tinc esperança de tornar altra vegada
Perquè no tinc esperança
Perquè no tinc esperança de tornar...
Aquesta secció conclou molt canònicament: 
Prega per nosaltres pecadors, ara i a l'hora de la nostra mort.
Aquests versos no se sap si trasllueixen fe o desesperança, si bé l'efecte poètic de contrastos com aquest, unit als atrevits recursos formals utilitzats, lluny de restringir la intensitat lírica, l'amplifica notablement. Les seves composicions en imatges brinden originals ressonàncies, profunds i inesperats aspecte espirituals; una riquesa i varietat de registres rara en la poesia del segle xx, si obviem un dels seus grans contemporanis, el portuguès Fernando Pessoa.

## Obra publicada
| - 1917: Prufrock and Other Observations - 1920: Poems - 1922: The Waste Land (La terra gastada, trad. de Joan Ferraté, 1977; La terra eixorca, trad. de Neus Nadal, 2018) - 1925: The Hollow Men (Els homes espantall, trad. d'Alfred Sargatal, Adesiara editorial, Martorell, 2014) - 1927-1954: Ariel poems, on s'inclou el poema "The Journey of the Magi" (Poemes d'Ariel, trad. d'Alfred Sargatal, Adesiara editorial, Martorell, 2014) - 1930: Ash Wednesday (Dimecres de Cendra, trad. d'Alfred Sargatal, Adesiara editorial, Martorell, 2014) - 1931: Coriolan - 1939: Old Possum's Book of Practical Cats - 1939: "The Marching Song of the Pollicle Dogs" i "Billy M'Caw: The Remarkable Parrot", en l'obra comuna The Queen's Book of the Red Cross - 1945: Four Quartets (Quatre Quartets, trad. d'Àlex Susanna, 1984) - 1926: Sweeney Agonistes, representat el 1934 - 1934: The Rock - 1935: Murder in the Cathedral (Assassinat a la catedral, trad. de Josep Urdeix, 1966) - 1939: The Family Reunion - 1949: The Cocktail Party - 1954: The Confidential Clerk - 1959: The Elder Statesman, representat el 1958 | - 1920: The Sacred Wood: Essays on Poetry and Criticism - 1920: The Second-Order Mind - 1920: Tradition and the individual talent - 1924: Homage to John Dryden - 1928: Shakespeare and the Stoicism of Seneca - 1928: For Lancelot Andrewes - 1929: Dante - 1917-1932: Selected Essays - 1933: The Use of Poetry and the Use of Criticism - 1934: After Strange Gods (1934) - 1934: Elizabethan Essays - 1936: Essays Ancient and Modern - 1940: The Idea of a Christian Society - 1948: Notes Towards the Definition of Culture - 1951: Poetry and Drama - 1954: The Three Voices of Poetry - 1957: On Poetry and Poets |

## Traduccions al català
En català, T. S. Eliot es donà a conèixer per mitjà de la versió poètica del poema «El viatge dels Reis d'Orient», que Marià Manent publicà el 1932 en La Publicitat. Algunes obres foren traduïdes al català per intèrprets com Lluís Maria Aragó, Miquel Arimany, Agustí Bartra, Joan Ferraté, Rosa Leveroni, Marc Masdeu, Francesc Parcerisas, Alfred Sargatal, Àlex Susanna i Josep Urdeix. L'obra poètica completa d'Eliot ha estat traduïda per Josep M. Jaumà.